# A Static Lullaby
A Static Lullaby war eine Post-Hardcore-Band, die 2001 in Chino Hills, Kalifornien gegründet wurde. 2012 löste sich die Band auf, aufgrund neuer Projekte der Bandmitglieder.

## Bandgeschichte
A Static Lullaby formierten sich 2001 nach einer gemeinsamen Probe an ihrer Highschool. Bereits zwei Wochen später spielten sie zum ersten Mal vor Publikum. Innerhalb kürzester Zeit machten sie sich lokal einen so großen Namen, dass sie schon wenige Monate nach ihrer Gründung ihre EP Withered, unter eigener Regie, herausbrachten.
Aufgrund dieser EP wurden auch die Plattenfirmen auf „A Static Lullaby“ aufmerksam, so dass sie im Sommer 2002 einen Vertrag mit Ferret Records abschlossen. Daraufhin erschien im März 2003 ihr erstes Majorlabel Album ...And Don't Forget To Breathe, welches von Steve Evetts produziert wurde, welcher auch schon für Bands wie Sepultura und Story of the Year an die Regler griff.
Nach einer 18-monatigen Tour mit Bands wie AFI, My Chemical Romance und Brand New, schlossen sie mit Columbia Records einen Plattenvertrag für ihr zweites Album Faso Latido ab. Dieses erschien im April 2005. Auf Grund des verhaltenen Erfolges sollte dies auch ihr letztes für Columbia gewesen sein.
Wenig später wurde der damalige Bassist Phil Pirrone in einen schweren Verkehrsunfall verwickelt, woraufhin er die Band mit Nate Lindeman (Gitarre) verließ, um seine eigene Band Casket Salesmen zu gründen.
Zusammen mit den beiden neuen, John Martinez (Gitarre) und Dane Poppin (Bass), vollzogen A Static Lullaby bei Fearless-Records für ihr drittes, selbstbetiteltes, Album eine Art Kehrtwende. Im Gegensatz zu den beiden Vorgängern wurde der Sound des 2007 erschienenen Albums nun härter und die Shoutings häufiger.
Ihr neuestes Album Rattlesnake! wurde am 9. September 2008 veröffentlicht. Anfang 2009 nahmen sie das Musikvideo zum Britney-Spears-Cover „Toxic“ auf, welches kurze Zeit später im Internet veröffentlicht wurde. Am 10. Januar 2012 kündigte Dan Arnold auf seiner Facebook-Seite an, dass die Band sich auflösen würde.

## Diskografie

### EPs
- 2002: Withered

### Alben
- 2003: ...And Don’t Forget to Breathe
- 2005: Faso Latido
- 2006: A Static Lullaby
- 2008: Rattlesnake!

### Singles
- 2003: Lipgloss and Letdown
- 2006: Hang ’Em High

## Musikvideos
- 2003: Lipgloss and Letdown
- 2005: Stand Up
- 2006: Hang ’Em High
- 2007: Art of Sharing Lovers
- 2009: Toxic (Britney-Spears-Cover)